# غوس غريسوم

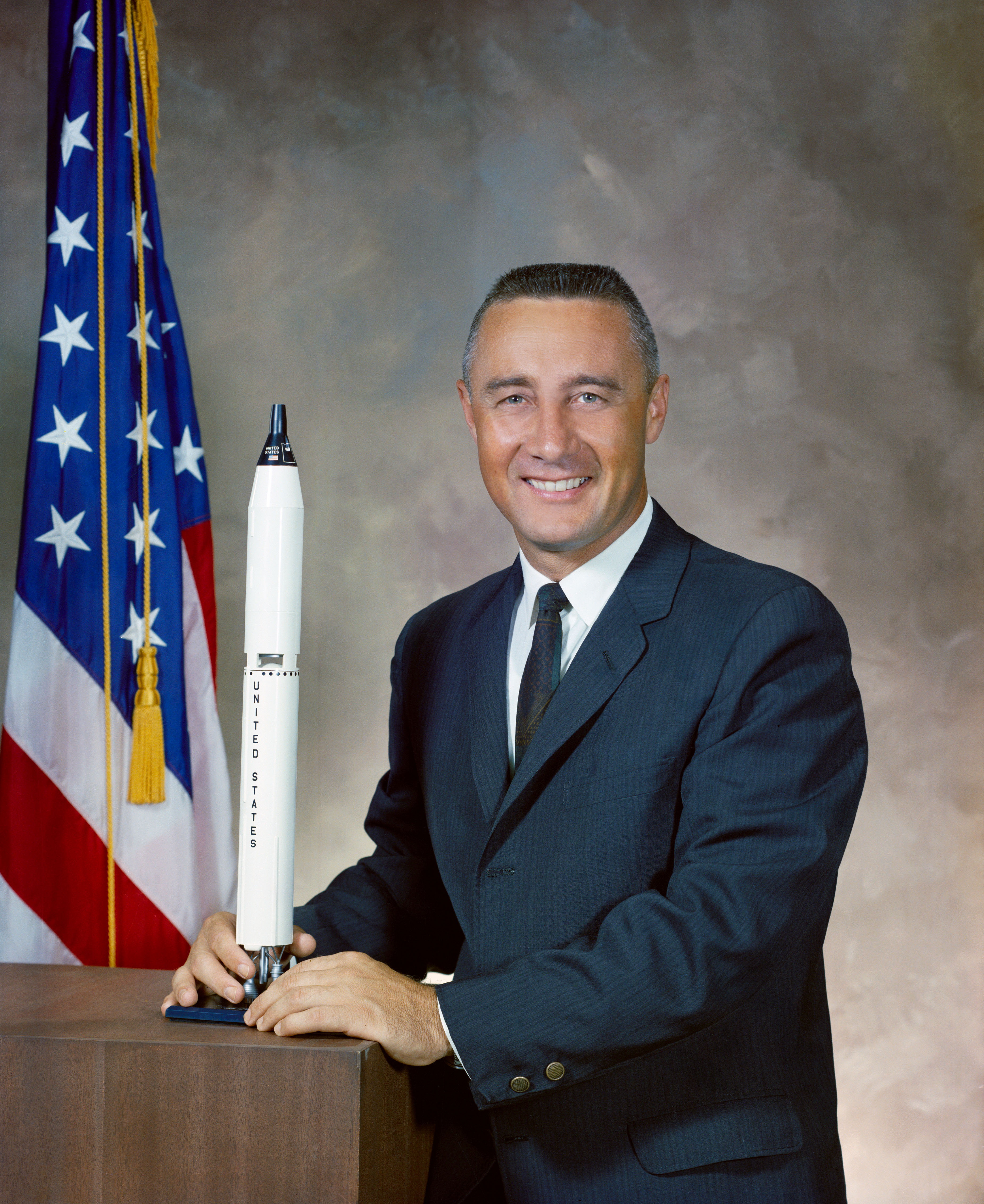

فيرجيل غريسوم ايفان (بالإنجليزية: Gus Grissom)‏ (3 أبريل 1926 - 27 يناير 1967) عرف باسم غوس غريسوم عضو من أعضاء فريق ناسا برنامج ميركوري ورائد فضاء وطيار اختبار ومهندس ميكانيكا وطيار في القوات الجوية الأمريكية، وهو ثاني أمريكي يطير إلى الفضاء وأول رائد يطير للفضاء مرتين.

## روابط خارجية
- غوس غريسوم على موقع IMDb (الإنجليزية)
- غوس غريسوم على موقع الموسوعة البريطانية (الإنجليزية)
- غوس غريسوم على موقع مونزينجر (الألمانية)
- غوس غريسوم على موقع إن إن دي بي (الإنجليزية)
- غوس غريسوم على موقع قاعدة بيانات الفيلم (الإنجليزية)